# Agelasticus thilius
El trile (Agelasticus thilius) es una especie de ave paseriforme de la familia  Icteridae. Se encuentra en Argentina, Bolivia, Brasil, Chile, Paraguay, Perú y Uruguay. Su hábitat natural son marismas, pantanos y praderas.

## Nombres vernáculos
Se lo conoce como junquero ala amarilla, varillero aliamarillo o varillero ala amarilla en Argentina, y como trile en Chile. El macho adulto es de cuerpo negro, con hombros y parte inferior de las alas de color amarillo.

## Nombre de «Chile»
Durante el siglo XVIII, algunos religiosos pertenecientes a la Compañía de Jesús afirmaron que el término «Chile» se originaría en la voz chili —también tchili, thili, thilli, thrile y tilí—, onomatopeya mapuche del canto del trile, palabra usada para llamar a este pájaro endémico de manchas amarillas en las alas, perteneciente a la familia de los Icteridae. Entre los jesuitas estaban Miguel de Olivares, el misionero y lingüista Andrés Febrés (c. 1731-1790), Juan Ignacio Molina y Felipe Gómez de Vidaurre; posteriormente, Stanislas-Marie-César Famin (1799-1853), un viajero francés que estuvo en Chile a principios del siglo XIX, y Manuel Antonio Román Madariaga también se adscribieron a esta hipótesis:

La etimología de Chile, dicen todos, que se la cojen de una avecilla que solo se diferencia del tordo en que tiene los encuentros de las alas amarillos, y todo lo demás de su pluma negra como el tordo y casi de su tamaño, llamada tchili (Trile). Dicen unos que, preguntando los españoles a los indios cómo se llamaba la tierra, estaba este pajarito a la vista; y pensando que preguntaban por el ave, respondieron thili; y así la empezaron a llamar los españoles Chile, y hasta ahora así lo llaman y llamarán.
Historia de la Compañía de Jesús en Chile (1736).

Chili, ò thili. un pajarito negro, como tordo, con manchas amarillas en las alas: de este nombre opinan algunos, que los Españoles llamaron Chile à este Reyno.

Thili, ò chili. un tordito con manchas amarillas en las alas: de este nombre opinan algunos llamaron Chile à este Reyno los Españoles.
«Vocabulario Hispano-Chileno», Arte de la lengua general del Reyno de Chile (1765), pp. 448, 644 (ortografía original).

Muchos años antes que los Españoles conquistasen á Chile tenia este Reyno el nombre con que se le conoce en el dia; pero cuyas etimologias, segun quieren que sean los varios autores que han escrito de las cosas de América, ó son absolutamente falsas, ó se fundan en frivolas conjeturas. Con mucha mas verosimilitud pretenden los Chileños que se derive su nombre de la voz Chili que repiten con mucha freqüencia ciertos paxarillos del genero de los tordos, de que abunda el pais: porque pudo suceder, en efecto, que las primeras Hordas ó Aduares de Indios que pasaron á establecerse en aquellas tierras, tomasen por feliz agüero el oír esta voz en la boca de un paxarillo, y por lo mismo la escogiesen para denominar el pais que poblaban.
Libro 1, Compendio della Storia geografica, naturale e civile del Regno del Chili (1776, traducido al español en 1788), pp. 4-5 (ortografía original).

A este Reino le dio nombre de Nueva Estremadura su primer estable Conquistador, pero ha siempre prevalecido el que tenia antecedentemente a la entrada de los españoles [...] Me hace congeturar, que la denominación Chile venga del nombre con que ellos llaman una cierta especie de tordos, de que abunda el Reino sobre todas las otras aves que pueblan prodigiosamente el pais, llamándolos Thriles o Chiles porque la Th, particular de su alfabeto, la mudan muchas veces en chi, y siendo esta mas suave a la pronunciación española, se adaptaron a ella nuestros primeros españoles, y ellos también no hallándola en nada contraria a su nativo dialecto, la han abrazado usando de la voz «chile» en lugar de la dura pronunciación del Thrile, mas por el motivo de perfeccionar la propia lengua a que siempre anhelan, que por adulación a los españoles.
Capítulo 2, libro 1, Historia geográfica, natural y civil del Reino de Chile (1789), pp. 13, 15 (ortografía original).

Segun los naturales, y siguiendo la opinion del sabio Molina, este nombre se deriva del de ciertas aves de la familia de los tordos, muy comunes en este pais, y cuyo canto se parece mucho al sonido de la palabra chile o chili (turdus ater, turdus thilius).
«Etimolojía», Historia de Chile (1839), pp. 1-2 (ortografía original).

En cuanto á la etimología de Chile [...], se deduce como lo más seguro y probable, que es el ave llamada ahora trile (xanthornus cayenensis), porque tal es su grito, y que, según las regiones, se pronunciaba trrile o chile. También se decía trrili o chili, y por eso algunos cronistas antiguos escribieron así también el nombre propio.
Diccionario de chilenismos y de otras voces y locuciones viciosas (1908-1911), p. 34 (ortografía original).

En contra de esta hipótesis estaban el cronista Vicente Carvallo y Goyeneche y José Pérez García, quienes afirmaron:

Este país [...] es comunmente llamado Reino de Chile, cuya etimolojía está sujeta a ridículas opiniones. [Una de ellas] pretende que su derivacion le viene de la voz Chili, articulada de una ave de pluma negra con los encuentros de las alas amarillos, del tamaño de un tordo, a cuyo jénero pertenece, i le llaman Tilí.
Parte 2, capítulo 1, Descripcion historico-jeográfica del Reino de Chile (1796), (ortografía original).

Más frívolo aún me parece el motivo que dan otros al nombre de Chile, asentando le vino del pajarillo negro con una pinta amarilla en los encuentros de las alas, habitador de los pantanos, llamado Thilli.
Capítulo 7, tomo 1, Historia natural, militar, civil y sagrada del Reino de Chile (1810), p. 37-38 (ortografía original).